# Britische Unterhauswahl 1865
- Liberals: 369
- Cons.: 289

Die Unterhauswahl im Vereinigten Königreich im Jahr 1865 fand vom 11. bis 24. Juli 1865 statt. Wahlsieger war die Liberal Party unter Viscount Palmerston.

## Vorgeschichte
Kurz nach der vorangegangenen Wahl im Jahr 1859 war die bisherige konservative Minderheitsregierung unter Lord Derby gestürzt worden und durch ein liberales Kabinett unter Palmerston abgelöst worden. Palmerston war aufgrund seiner Popularität der unbestrittene Führer der Liberalen, aber bei Amtsübernahme schon 74 Jahre alt, und viele rechneten damit, dass er sein Amt nicht mehr bis zum Ende der Legislaturperiode ausüben würde. Außenpolitisch hatte die Regierung Palmerston turbulente politische Jahre zu meistern. Die italienische Einigungsbewegung führte 1861 zur Gründung des Königreichs Italien was von den britischen Liberalen mit Sympathie verfolgt und von Palmerston diplomatisch unterstützt wurde. Der polnische Aufstand von 1863 gegen die russische Zarenherrschaft fand zwar die Sympathien der britischen Öffentlichkeit, jedoch sah sich die Regierung außerstande etwas zur Unterstützung der Aufständischen zu unternehmen. Im Deutsch-Dänischen Krieg 1864 drohte Palmerston zeitweilig mit einem britischen Eingreifen auf der Seite Dänemarks, blieb aber letztlich passiv. Nach längeren Verhandlungen und nachdem in Griechenland die „Bavarokratie“ durch die neue Dynastie Schleswig-Holstein-Sonderburg-Glücksburg ersetzt worden war, gab die britische Regierung die Oberhoheit über die Republik der Ionischen Inseln 1864 an Griechenland ab.
Im April 1861 brach auf der anderen Seite des Atlantiks der Sezessionskrieg aus. Das Vereinigte Königreich erklärte im Mai 1861 seine Neutralität in diesem Konflikt. Auf britischer Seite wurde befürchtet, dass die heimische Textilindustrie, die stark vom Import von Rohbaumwolle aus den Konföderierten Staaten abhängig war, in eine Krise geraten würde, da die nördlichen Unionsstaaten eine Seeblockade gegen den Süden verhängt hatten. Diese Krise trat zunächst nicht ein, da die Baumwolllager auf den britischen Inseln gut gefüllt waren und sich der Importausfall in den ersten 18 Kriegsmonaten nicht auf die Produktion auswirkte. Gegen Mitte des Krieges kam es zu einer starken Verknappung von Rohbaumwolle, obwohl mittlerweile andere Importländer (Ägypten, Indien) gefunden worden waren. Zu diesem Zeitpunkt war die britische Industrie jedoch zu einem bedeutenden Lieferanten von Kriegsmaterial für die Nordstaaten aufgestiegen. Einzelne britische Politiker, darunter auch Premierminister Palmerston und Außenminister Lord Russell äußerten Sympathien für den Süden, oder sprachen sich privat für eine diplomatische Anerkennung aus, ohne dass dies zur Leitlinie der Regierungspolitik wurde. Die britische Öffentlichkeit war zunächst gespalten oder indifferent. Erst als sich die Unionsstaaten mit der Emanzipationsproklamation Abraham Lincolns vom 22. September 1862 eindeutig auf die Abschaffung der Sklaverei als Kriegsziel festgelegt hatten, wendeten sich die Sympathien zugunsten der Nordstaaten.
Innenpolitisch scheiterte die Regierung Palmerston 1860 im Parlament mit ihrer Gesetzesvorlage für eine Wahlrechtsreform.

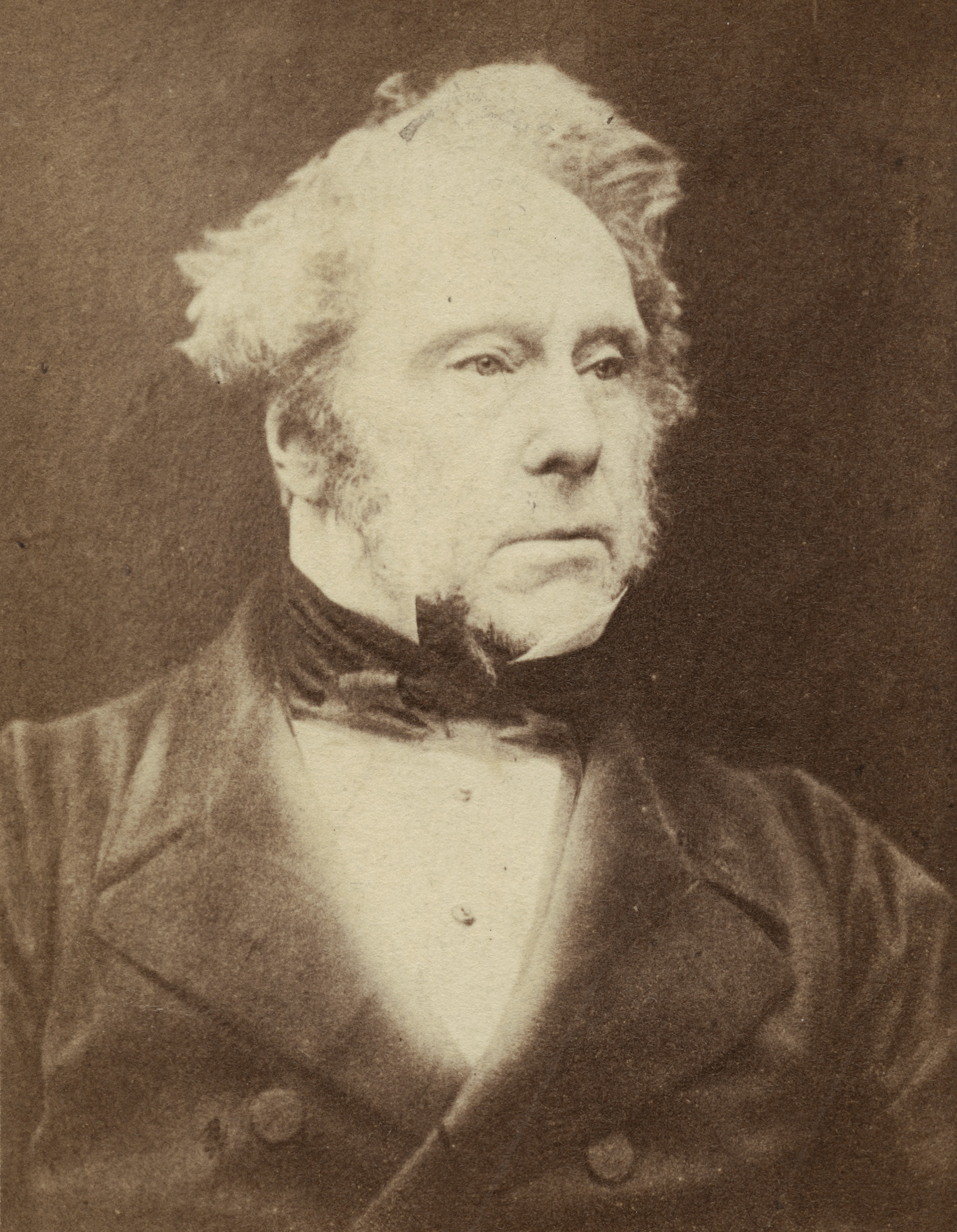
Henry John Temple, 3. Viscount Palmerston
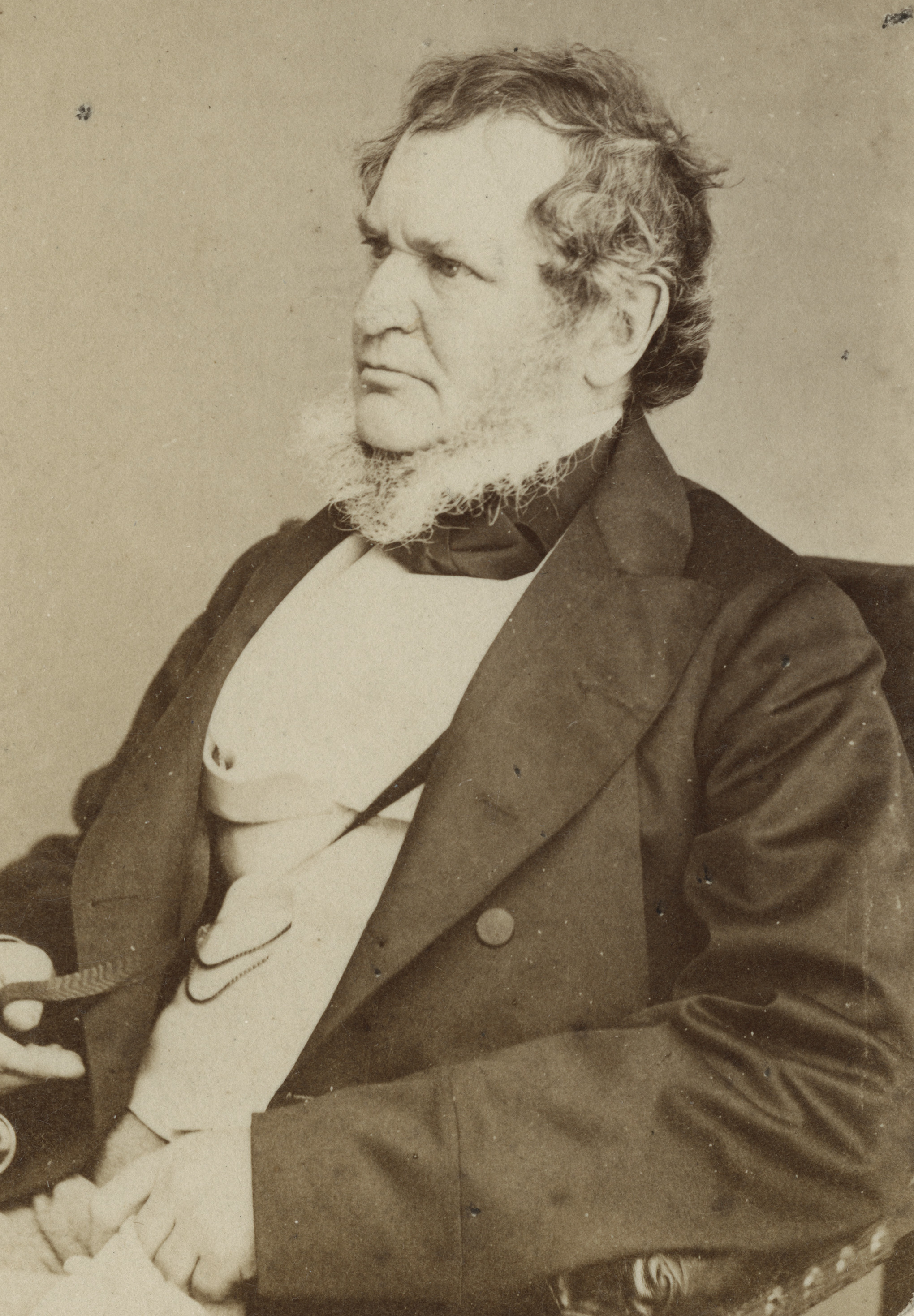
Edward Smith-Stanley, 14. Earl of Derby

## Wahlmodus
Gewählt wurden 654 Abgeordnete. Insgesamt stellten sich 922 Kandidaten zur Wahl, davon 303 ohne Gegenkandidaten. 464 Abgeordnete wurden in England gewählt (vier mehr als bei der letzten Wahl), 103 in Irland, 53 in Schottland und 32 in Wales. Sechs Abgeordnete wurden durch Universitätsangehörige gewählt. 1842 waren der Wahlkreis Sudbury (zwei Sitze) und 1854 der Wahlkreis St. Albans (zwei Sitze) wegen „korrupter Praktiken“ (corrupt practises) aufgelöst worden. Um die ursprüngliche Zahl von 464 Abgeordneten aus England wiederherzustellen, wurde 1861 der Einpersonen-Wahlkreis Birkenhead in der Grafschaft Cheshire neu geschaffen und der Wahlkreis South Lancashire erhielt drei statt zwei Abgeordnete. 1865 wurde der Zwei-Personen-Wahlkreis West Riding of Yorkshire in die Zwei-Personen-Wahlkreise Northern West Riding of Yorkshire und Southern West Riding of Yorkshire aufgeteilt. Die übrigen Wahlkreisgrenzen waren zuletzt im Jahr 1832 geändert worden.

## Ergebnisse

Wahlkreisgewinner – In den Wahlkreisen wurden zwischen ein und vier Abgeordnete gewählt. Wahlkreise, in denen Abgeordnete unterschiedlicher Parteien gewählt wurden, sind schraffiert dargestellt. Eine 2:1-Schraffur bedeutet z. B. zwei Abgeordnete der einen und ein Abgeordneter der anderen Partei.

### Gesamtergebnis
Die Wahl endete mit relativen Stimmenverlusten aber Mandatsgewinnen der Liberalen, die damit ihre Sitzmehrheit im Unterhaus verteidigen konnten. Die Zahl der Wahlberechtigten lag bei etwa 1.350.404 und die Wahlbeteiligung bei 62,5 %.
| Partei | Partei             | Kandidaten | Kandidaten           | Stimmen | Stimmen | Stimmen | Sitze  | Sitze |
| Partei | Partei             | Gesamt     | ohne Gegen- kandidat | Anzahl  | %       | +/−     | Anzahl | +/−   |
| ------ | ------------------ | ---------- | -------------------- | ------- | ------- | ------- | ------ | ----- |
|        | Liberale           | 516        | 161                  | 508.821 | 59,5 %  | −6,2 %  | 369    | +13   |
|        | Conservative Party | 406        | 142                  | 346.035 | 40,5 %  | +6,2 %  | 289    | −9    |
| Gesamt | Gesamt             | 922        | 303                  | 854.856 | 100,0 % | –       | 658    | +4    |

### Landesteile und Universitäten
| Partei        | Partei             | Kandidaten | Kandidaten           | Stimmen | Stimmen | Stimmen | Sitze   | Sitze   |
| Partei        | Partei             | Gesamt     | ohne Gegen- kandidat | Anzahl  | %       | +/−     | Anzahl  | +/−     |
| England       | England            | England    | England              | England | England | England | England | England |
| ------------- | ------------------ | ---------- | -------------------- | ------- | ------- | ------- | ------- | ------- |
|               | Liberale           | 359        | 88                   | 406.978 | 59,0 %  | −8,1 %  | 251     | ±0      |
|               | Conservative Party | 308        | 94                   | 291.238 | 41,0 %  | +8,1 %  | 213     | +4      |
|               | Gesamt             | 667        | 182                  | 698.216 | 100,0 % | –       | 464     | +4      |
| Wales         |                    |            |                      |         |         |         |         |         |
|               | Liberale           | 21         | 15                   | 4.565   | 74,0 %  | +37,6 % | 18      | +3      |
|               | Conservative Party | 16         | 12                   | 1.600   | 26,0 %  | −37,6 % | 14      | −3      |
|               | Gesamt             | 37         | 27                   | 6.165   | 100,0 % | –       | 32      | –       |
| Schottland    |                    |            |                      |         |         |         |         |         |
|               | Liberale           | 51         | 30                   | 43.480  | 85,4 %  | +19,0 % | 42      | +2      |
|               | Conservative Party | 17         | 7                    | 4.305   | 14,6 %  | −19,0 % | 11      | −2      |
|               | Gesamt             | 68         | 37                   | 47.785  | 100,0 % | –       | 53      | –       |
| Irland        |                    |            |                      |         |         |         |         |         |
|               | Liberale           | 83         | 28                   | 51.532  | 55,6 %  | −5,5 %  | 58      | +8      |
|               | Conservative Party | 59         | 27                   | 41.497  | 44,4 %  | −5,5 %  | 45      | −8      |
|               | Gesamt             | 142        | 55                   | 93.029  | 100,0 % | –       | 103     | –       |
| Universitäten |                    |            |                      |         |         |         |         |         |
|               | Liberale           | 2          | 0                    | 2.266   | 23,5 %  | –       | 0       | –       |
|               | Conservative Party | 6          | 2                    | 7.395   | 76,5 %  | –       | 6       | –       |
|               | Gesamt             | 8          | 2                    | 9.661   | 100,0 % | –       | 6       | –       |

## Nach der Wahl
Der Wahlsieg erlaubte es den Liberalen, die Regierung fortzusetzen. Allerdings verstarb Premierminister Palmerston schon wenige Monate nach der Wahl am 18. Oktober 1865 im Alter von 80 Jahren. Sein Nachfolger als Premierminister wurde der bisherige Außenminister Lord Russell.